# هیروشی میچیناگا
هیروشی میچیناگا (انگلیسی: Hiroshi Michinaga؛ زادهٔ ۸ اکتبر ۱۹۵۶) کماندار اهل ژاپن است.